# Seznam měst v Lesothu
Toto je seznam měst v Lesothu.
Zdaleka největší aglomerací v Lesothu je Maseru, kde 1. ledna 2005 žilo 316 155 obyvatel, což představuje asi 13% obyvatelstva celé země.
V následující tabulce jsou uvedena města nad 5 000 obyvatel, výsledky sčítání obyvatelstva z 12. dubna 1986 a 14. dubna 1996, odhady počtu obyvatel k 1. lednu 2005 a distrikty, do nichž města náleží. Počet obyvatel se vztahuje na vlastní město bez předměstí. Města jsou seřazena podle velikosti.
| Města v Lesothu |               |                |                |                |               |
| #               | Město         | Počet obyvatel | Počet obyvatel | Počet obyvatel | Distrikt      |
| #               | Město         | sčítání 1986   | sčítání 1996   | odhad 2005     | Distrikt      |
| 1.              | Maseru        | 98 017         | 137 837        | 218 355        | Maseru        |
| 2.              | Teyateyaneng  | 24 336         | 48 869         | 75 115         | Berea         |
| 3.              | Mafeteng      | 12 598         | 20 804         | 57 059         | Mafeteng      |
| 4.              | Hlotse        | 8 021          | 23 122         | 47 675         | Leribe        |
| 5.              | Mohale's Hoek | 7 899          | 17 871         | 40 514         | Mohale's Hoek |
| 6.              | Maputsoe      | 8 267          | 27 951         | 32 117         | Leribe        |
| 7.              | Qacha's Nek   | 4 589          | 4 797          | 25 573         | Qacha's Nek   |
| 8.              | Quthing       | 4 471          | 9 858          | 24 130         | Quthing       |
| 9.              | Peka          | n/a            | n/a            | 17 161         | Leribe        |
| 10.             | Butha-Buthe   | 7 509          | 12 611         | 16 330         | Butha-Buthe   |
| 11.             | Roma          | 5 817          | n/a            | 11 612         | Maseru        |
| 12.             | Mokhotlong    | 2 257          | 4 275          | 8 809          | Mokhotlong    |
| 13.             | Thaba-Tseka   | 2 127          | 4 449          | 5 423          | Thaba-Tseka   |